# Pete Lemer
Peter 'Pete' Lemer (Londen, 14 juni 1942) is een Britse jazzmuzikant (piano, synthesizer).

## Biografie
Pete Lemer leerde als tiener klassieke piano spelen en studeerde piano aan de Royal Academy of Music, later bij Jack Goldzweig. In 1966/1967 volgde hij lessen van Paul Bley en Jaki Byard in New York, evenals contrabaslessen van David Walter. Hij had zijn eerste verbintenis als professionele muzikant in 1963 met Tony Crombie en Jeff Clyne. Hierdoor leerde hij de muziek van Ornette Coleman en Scott LaFaro kennen. Toen hij terugkeerde naar Londen, leidde hij zijn eigen formaties, een trio, een kwartet en een band die hij E noemde. In 1965 vormde hij een trio met John Stevens en Jeff Clyne, die optraden in de Little Theatre Club. In 1966 richtte hij het Peter Lemer Quintet op met Jon Hiseman, de tenorsaxofonist George Khan, John Surman als baritonsaxofonist en Tony Reeves op bas. De band speelde in Ronnie Scott's Club en maakte eind jaren 1960 deel uit van de Britse freejazzbeweging. Ze nam slechts het album Local Color op, dat in 1966 op ESP-schijf werd uitgebracht. In 1969 werkte Lemer samen met de experimentele jazzformatie Spontaneous Music Ensemble onder leiding van John Stevens. In 1974 speelde hij in de band Gilgamesh en werkte hij voornamelijk als sessiemuzikant. In 1975 maakte hij deel uit van de band van Ginger Baker, het Baker Gurvitz Army en werkte hij aan hun album Elysian Encounter.
Sinds het midden van de jaren 1970 heeft Lemer ook keyboard gespeeld in de formaties Paraphernalia en Jubiaba van Barbara Thompson en in de band Joy Unlimited van Harry Beckett. Samen met zijn toenmalige vrouw Pepi Lemer richtte hij de band E op. Ook werkte hij als gastmuzikant aan opnamen van de artrockband Gong van Pierre Moerlen (Time is the Key), werkte hij samen met Annette Peacock en Mike Westbrook. In 1979 maakte hij deel uit van de band van Mike Oldfield. In 1980 maakte hij opnamen met Noord-Afrikaanse muzikanten, de Troupe Populaire de G’Naoua de Asilah. Begin jaren 1990 speelde Lemer met de formatie In Cahoots en toerde hij in 1999 opnieuw met Paraphernalia. Lemer werkt ook als muziekadviseur op het gebied van pianospel, improvisatie en muziektechnologie. Momenteel runt hij de Cluzion Jazz Club in Bishop's Stortford.

## Discografie
- Barbara Thompson: A Cry from the Heart (VeraBra, 1987), Everlasting Flame (VeraBra, 1993) en Shifting Sands (Intuition, 1998)
- 2013: Local Colour (ESP-Disk), met Nisar Ahmad Khan, John Surman, Tony Reeves, Jon Hiseman